# Стародубцева Лідія Володимирівна
Стародубцева Лідія Володимирівна — (нар. 25 грудня 1962, Харків) — історикиня культури, архітекторка, докторка філософських наук, професорка, завідувачка кафедри медіакомунікацій Харківського національного університету імені В. Н. Каразіна, авторка і ведуча серії телепрограм, журналістка Радіо Свобода, кінорежисерка, продюсерка, арт-кураторка.

## Життєпис
Навчалася у Харківському інженерно-будівельному інституті, де закінчила архітектурний факультет (1985) та аспірантуру (1991). Захистила кандидатську дисертацію «Особенности формирования городской застройки в русской архитектуре второй половины XIX века» (1992), отримала науковий ступінь кандидата архітектури.
У Харківській державній академії культури закінчила докторантуру (2000). У 2004 р. захистила докторську дисертацію «Пам'ять і забуття в історії ідей: мнемонічна герменевтика культури» (спеціальність 09.00.04 — філософська антропологія, філософія культури).
З 1985 р. працювала архітектором, з 1991 р. — мистецтвознавцем в Українському спеціальному науково-реставраційному інституті «Укрпроектреставрація».
Викладала у Харківській державній академії культури: з 1994 року — старшим викладачем, доцентом, з 2004 року — професором кафедри історії та теорії культури.
З 2004 року розпочала працювати у Харківському національному університеті імені В. Н. Каразіна на посаді професора кафедри теоретичної та практичної філософії. У 2009 році очолила кафедру медіа-комунікацій.
Працювала за міжнародними грантами США, за програмою академічного обміну стажувалася в університеті Редбауд (Неймеген, Голландія), стажувалася у наукових центрах Голландії, Франції, Угорщини.
Авторка і ведуча телепрограм «Чайна церемонія» на каналі Р1 (2005—2006), «Діалоги» на «7 каналі» (2011—2017), «Арт-Допит» на каналі «Simon» (2014—2015).
Авторка сценарію, продюсерка і режисерка серії короткометражних фільмів, створених спільно з Ігорем Померанцевим спільного виробництва Радіо Свобода (США) та Media Topos Films (Україна).
Арт-кураторка виставок «Утопія Ваг Гога» і «Техноарт-містерія».
Член Національної спілки художників України. Член Національної спілки журналістів України. Член Європейської медійної спілки.
Головна редакторка серії культурологічних видань та збірників статей. Організаторка і модераторка низки комунікативних проєктів, спрямованих на міждисциплінарну інтеграцію («Полілог», «UnVacuum», «El Topos»).

## Науковий доробок
Член експертної ради з питань проведення експертизи дисертацій МОН України з культурології та мистецтвознавства. У 2004—2009 рр. — член двох спеціалізованих рад із захисту кандидатських і докторських дисертацій.
З 2009 р. — член експертної ради ВАК України з культурології і мистецтвознавства.
Науковий керівник 4 захищених кандидатських дисертацій.
Головний редактор серії культурологічних видань.
Співзасновник і член редакційної колегії видань «El Topos: Як можлива філософія кіно?» (2009), «Який модерн?» (2010), «MediaStudies: Міждисциплінарні дослідження медіа» (2016).
Лідія Стародубцева є організатором та учасником багатьох міжнародних і всеукраїнських наукових зібрань, зокрема Міжнародного каразінського медіасимпозіуму (2017, 2020).
Автор понад 220 публікацій, у тому числі книг:
- Метафизика лабиринта. — М.: Весть-Вимо, 1998. — 126 с.
- Архітектура постмодернізму: історія, теорія, практика. — Київ: Спалах, 1998. — 208 с.
- Лики памяти. Культура эпохи «пост». — Харьков: ХГАК, 1999. — 266 с.
- Звернення до минулого: про етичний вимір понять «пам'ять» та «забуття» / Л. В. Стародубцева // Культура України. — Харків: ХДАК, 2000. — Вип. 6. — С. 23-33.
- Память и забвение. Древо истории идей. Собрание текстов / сост., подгот. текстов; предисл. Л. В. Стародубцевой; под общ. ред. Н. Ф. Колосовой. — Харьков: Контакт, 2000. — 686 с.
- Мнемозина и Лета. Память и забвение в истории культуры: монография. — Харьков: ХГАК, 2003. — 696 с.
- Методологічні проблеми культурології: навч.-метод. посіб. для студентів спеціалізації «Культурологія» / Л. В. Стародубцева ; Харків. держ. акад. культури. Каф. історії та теорії культури. — Харків: ХДАК, 2005. — 75 с.
- «Буриме»: Утопия Ван Гога. [Монография]. — Харьков: Фактор, 2008. — 344 с. (Под псевдонимом Влад Яновский)[8]

## Вибрана фільмографія
- Ампутація[9]
- Шов: Психолог на війні[10]
- Площа Україна[11]
- Дні страху[12]
- Війна: Досвід і свідоцтво[13]
- Я вчив воювати своїх ворогів[14]
- Вино вбиває[15]
- Час вичерпано[16]
- Холмс і Хармс[17]
- Проза поезії[18]
- Черевик[19]
- Фізика крихкого тіла[20]
- Meridian Czernowitz[21]

## Вибрані радіопрограми
- Відрядження у зону обстрілу[22]
- Філософ і війна[23]
- Релігія і війна[24]
- Художник і політика[25]
- Інтелектуальні мандри українського професора[26]

## Співзасновниця і редакторка видань
- El Topos: Як можлива філософія кіно?[27]
- Який модерн?[28]
- Media Studies: Міждисциплінарні дослідження медіа[29]

## Родина
Лідія Стародубцева є дочкою Колосової Наталії Феоктистівни (1932—2010) — українського бібліографа, кандидата педагогічних наук, професора.
Після загибелі чоловіка та нападу російської армії в березні 2021 року Лідія назвала Харків «Пекло Данте» і поїхала до Туреччини з дочкою.